# Porphyrinia permixta
Porphyrinia permixta là một loài bướm đêm trong họ Noctuidae.